# Ochyrocera ransfordi
Espèce
Synonymes
- Ceruleocera ransfordi Marples, 1955

Ochyrocera ransfordi est une espèce d'araignées aranéomorphes de la famille des Ochyroceratidae.

## Distribution
Cette espèce est endémique des îles Samoa. Elle se rencontre à Upolu aux Samoa et à Swains aux Samoa américaines. 

## Publication originale
- Marples, 1955 : Spiders from western Samoa. Journal of the Linnean Society of London, Zoology, vol. 42, p. 453-504.